# おでかけ日和
おでかけ日和は、フジテレビほか一部系列局で2013年4月6日から9月28日までの毎週土曜日9:55 - 10:45（JST、以下略）に放送されていた番組。

## 概要
お散歩初心者から上級者の方まで楽しめる大人の女性へ向けたおでかけ番組。
関東地区では、2013年9月27日に当番組の特別版『おでかけ日和特別編 豪華俳優陣おすすめ秋のスイーツスペシャル全部おしえちゃいます!!』がチャンネルα枠にて放送された。なおこの番組が2000年4月から放送されていた『チャンネルα』枠の最終回プログラムとなった。

## 出演者
- 中田喜子
- 原日出子
- 前田美波里
- 池上季実子
- 榊原郁恵
- 奈美悦子
- 東ちづる
- 紺野美沙子 ほか。

## スタッフ
- 構成 - 龍田力、オグロテツロウ
- ディレクター　-　小川降蔵、遠藤孝之、矢沢洋美、伊藤和美、宮久乃
- 演出 - 畑純一
- プロデューサー - 柴田多美子
- 制作 - NEXTEP

## ネット局
- 土曜09:55 - 10:45 フジテレビ
- 土曜12:00 - 12:55 さくらんぼテレビ
- 土曜13:00 - 13:50 福島テレビ
- 金曜15:51 - 16:45 石川テレビ
- 月曜04:10 - 05:00 テレビ新広島